# دمیتری نقی‌اف
دمیتری نقی‌اف (ترکی آذربایجانی: Dmitri Ruslan oğlu Nağıyev؛ زادهٔ ۲۷ نوامبر ۱۹۹۵) بازیکن فوتبال اهل اوکراین است.
از باشگاه‌هایی که در آن بازی کرده‌است می‌توان به باشگاه فوتبال دنیپرو اشاره کرد.
وی همچنین در تیم ملی فوتبال زیر ۲۱ سال جمهوری آذربایجان بازی کرده‌است.